# Edward Arron
Edward Arron (* 1976 in Cincinnati, Ohio) ist ein US-amerikanischer Cellist.
Arron hatte siebenjährig den ersten Cellounterricht in seiner Heimatstadt, den er ab dem zehnten Lebensjahr in New York bei Peter Wiley fortsetzte. Bis 1998 studierte er an der Juilliard School of Music bei Harvey Shapiro. 2000 trat er bei der Opening Night Gala des Caramoor International Festival mit Yo-Yo Ma und dem Orchestra of St. Luke’s
in Antonio Vivaldis Konzert für zwei Celli auf.
Im gleichen Jahr debütierte er als Solocellist im New Yorker Metropolitan Museum of Art. Seit 2003 ist er künstlerischer Leiter der Metropolitan Museum Artists in Concert, einer Serie von Konzerten und Lesungen, die zum 50. Jahrestag der Gründung des Museums begründet wurde. 2009 folgte er Charles Wadsworth als künstlerischer Leiter und Musiker der Konzertserie Musical Masterworks in Old Lyme/Connecticut nach. Weiterhin ist er künstlerischer Leiter der Caramoor Virtuosi und des Alpenglow Chamber Music Festival in Summit County/Colorado.
Als Solist trat Arron u. a. in der Carnegie Hall, im Lincoln Center und der Town Hall von New York, bei der Seattle Chamber Music, der Chamber Music Conference of the East und bei den Isaac Stern’s Jerusalem Chamber Music Encounters auf. Er beteiligte sich an Yo-Yo Mas Silk Road Project und ist Mitglied des Ensembles für zeitgenössische Musik Mosaic.